# Saludo de torero
Saludo de torero es una pintura al óleo sobre lienzo, realizada por Édouard Manet entre 1866 y 1867 (113 x  171,1 cm). Es una de las obras de Manet que le rechazaron en el Salón de París en 1866. El artista fue autorizado por el prefecto para exponer en su taller bajo la condición formal no abrir por largo tiempo sus puertas. Se expone en el Museo Metropolitano de Arte de Nueva York.

## Historia
Todavía hay incertidumbre sobre la fecha exacta de la ejecución de la obra. Charles S. Moffett cita una primera referencia en 1867, en una exposición privada en el pabellón Alma.
Étienne Moreau-Nélaton y Adolphe Tabarant, están de acuerdo en que el hermano de Manet, Eugene, fue el modelo para el personaje, y que de hecho representa a un torero cuando es aplaudido por la multitud después de la muerte de toro. El comprador de la obra, Théodore Duret, explica, que es más bien, un torero solicitando permiso para matar al toro.
A diferencia de la pintura Victorine Meurent en traje de torero, considerada desde un punto de vista taurino como una fantasía, el Saludo de torero fue ejecutado después del viaje realizado por Manet a España en 1865. Refleja la admiración obvia hacia España y su arte. Charles S. Moffet se ve en esta obra una correspondencia con Diego Velázquez y Francisco Zurbarán de quien se inspiró al artista para la composición y uso del color de la pintura.
El Saludo de torero es la primera obra de gran formato realizada por Manet; por lo que Louisine Havemeyer tuvo dudas antes de comprarlo a Théodore Duret, temía que el tamaño no fuera del agrado de su marido; finalmente se decidió cuando Mary Cassatt afirmó: «Este es exactamente el formato que Manet quería (...)».  De hecho, Henry Osborne Havemeyer se encaprichó con los grandes formatos e inmediatamente compró el El cantante español y Joven vestido de majo que eran también parte del período hispano de Manet. Los dos cuadros junto con el de Victorine Meurent en traje de torero fueron legados al MET en Nueva York en 1929.

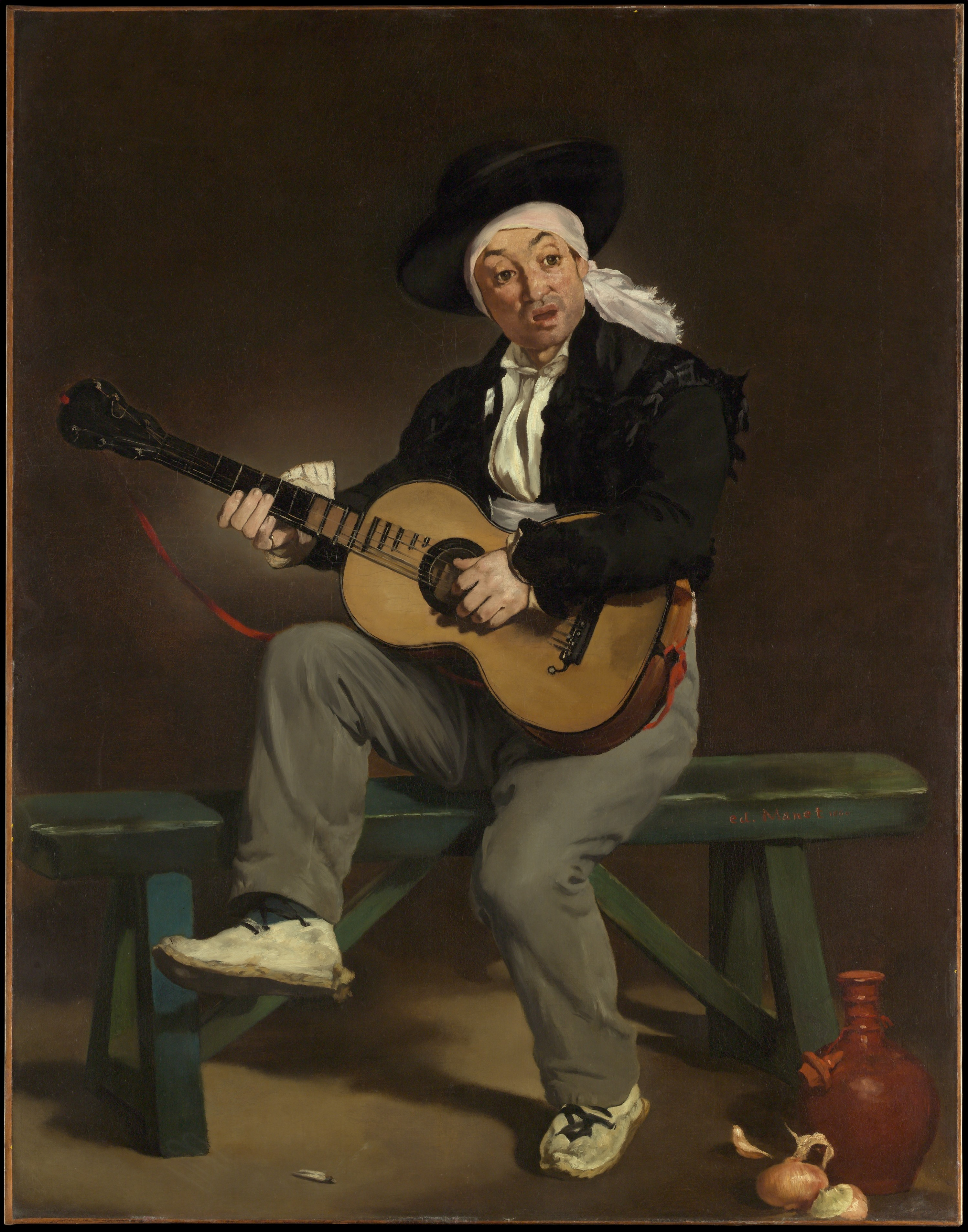
El cantante español 1860
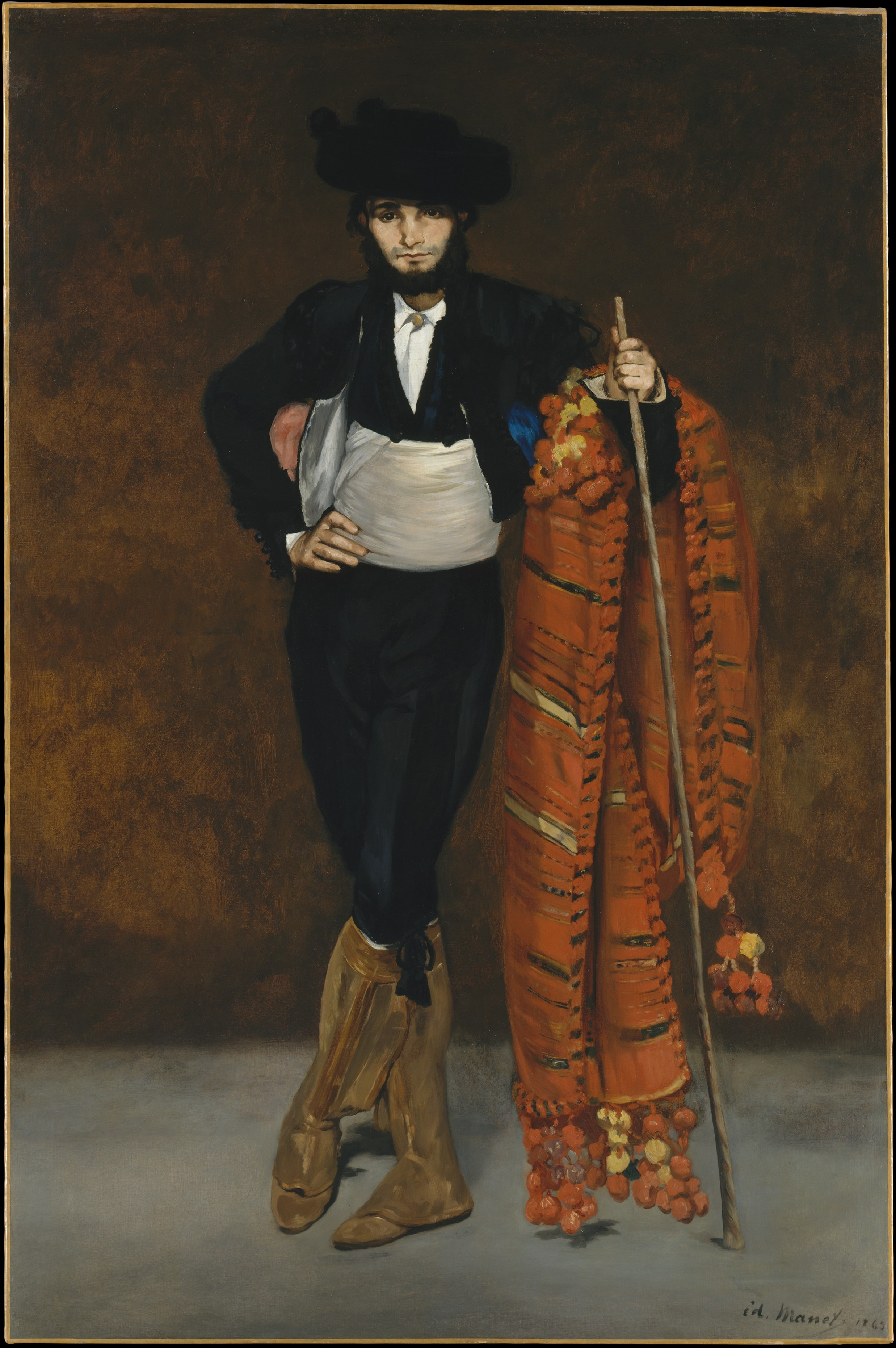
Joven vestido de majo 1863
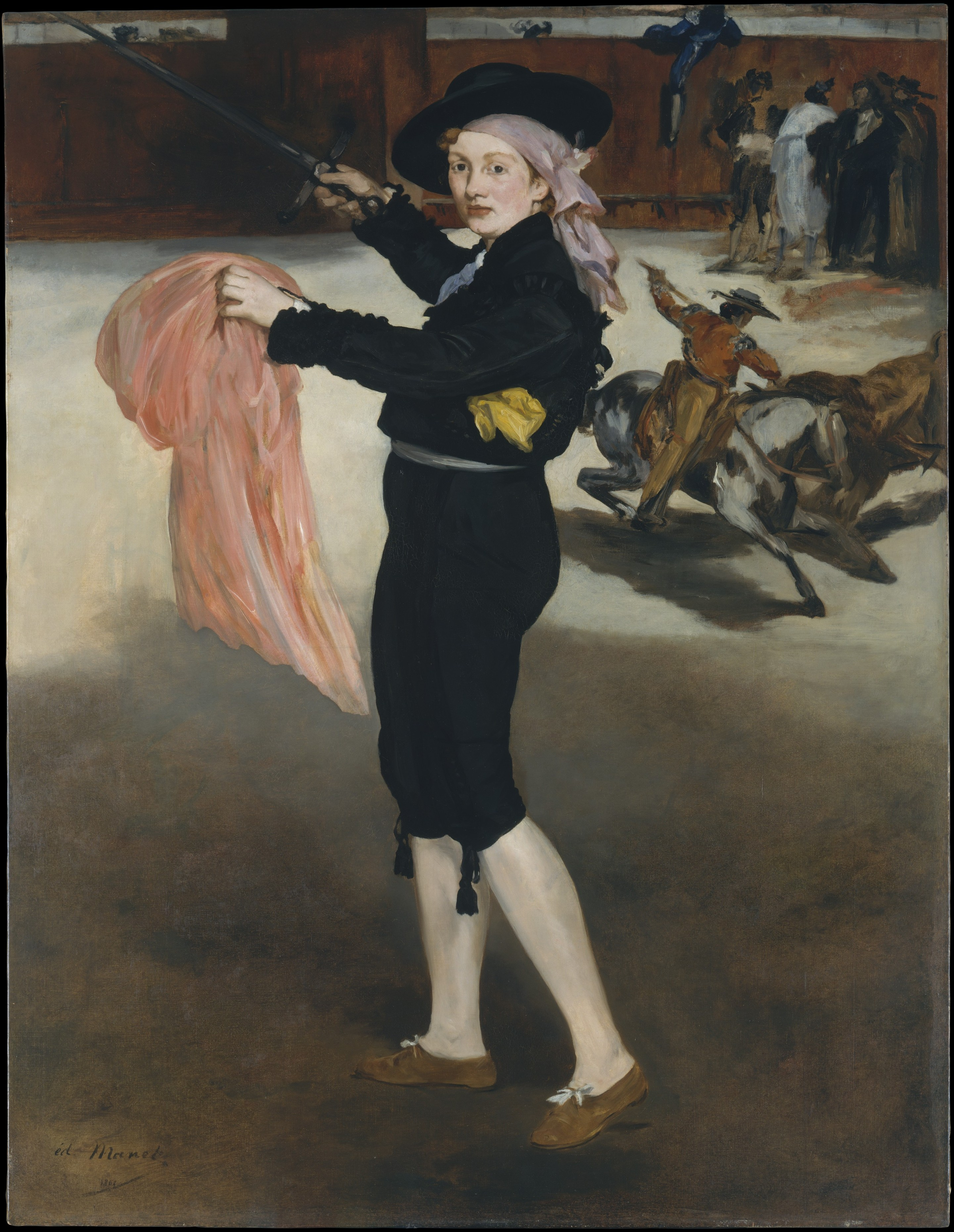
Victorine Meurent en traje de torero1862